# 巨序楼梯草
巨序楼梯草（学名：Elatostema megacephalum）为荨麻科楼梯草属的植物，为中国的特有植物。分布于中国大陆的云南等地，生长于海拔1,000米至1,600米的地区，多生于山谷常绿阔叶林中，目前尚未由人工引种栽培。